# Kate "Ma" Barker
Kate Barker (8 de octubre de 1873-16 de enero de 1935) fue una legendaria criminal estadounidense de la llamada "era del enemigo público" cuando las acciones de las bandas de criminales en el Medio Oeste de los Estados Unidos despertaron el interés de los ciudadanos y de la prensa. También conocida como Ma Barker, incrementó su notoriedad junto con otras figuras criminales famosas como John Dillinger, Baby Face Nelson (compinche y compañero de banda de John Dillinger) y Bonnie y Clyde.

## Vida
Katherine Barker nació en Ash Grove, Misuri, cerca de Springfield y fue bautizada como Arizona Donnie Clark. Sus padres eran cristianos conservadores que creían en el trabajo duro y en los valores tradicionales, en los que fue educada. En 1892 se casó con George Barker. Tuvieron cuatro hijos, llamados Herman, Lloyd, Arthur y Fred. George Barker se marchó tras el nacimiento de su último hijo, Doc Barker. Por lo que parece, Kate Barker consideraba a su marido como un "borracho inútil" que no trabajaba ni ganaba dinero, así que le abandonó. Kate tuvo que educar a sus hijos por sí misma, con escasos recursos, así que sus hijos no tuvieron una supervisión adecuada y terminaron convirtiéndose en delincuentes juveniles. "Ma" Barker a menudo los mantenía fuera del sistema judicial suplicando a los policías que los arrestaban o teniendo rabietas en la comisaría.

## Controversia
Sus hijos formaron la banda criminal Barker-Karpis, que cometió varios robos, secuestros y otros crímenes entre los años 1931 y 1935. Kate Barker colaboró en las actividades de la banda, aunque parece que su imagen como líder y planificadora de los crímenes es un mito.
Constituye un tema de discusión hasta qué punto "Ma" Barker estuvo involucrada en los crímenes de la banda. No cabe duda de que conocía las actividades de sus hijos, a los que ayudó antes y después de que cometieran los crímenes, lo que la convertiría en cómplice. Sin embargo, no existen evidencias claras que la conviertan en una participante activa en ningún crimen. Su papel consistía en ofrecer refugio a los miembros de la banda, y a menudo se encontraba ausente de su casa mientras estos cometían sus crímenes.
Alvin Karpis, colíder de la banda Barker-Karpis, dijo en una ocasión:

"La historia más ridícula en los anales de la historia del crimen es que "Ma" Barker era la mente maestra de la banda Barker Karpis... ella no era la líder y ni siquiera era una criminal. La policía no le sacó fotos ni huellas dactilares mientras estaba viva... sabía que éramos criminales pero su participación en nuestras carreras se limitaba a una función: cuando viajábamos juntos, se hacía pasar por una madre con sus hijos. ¿Qué podía parecer más inocente?"

Muchos testigos, incluyendo el propio Karpis, han sugerido que el mito de la leyenda de la madre criminal fue elaborado por J. Edgar Hoover y el FBI para justificar la muerte de una anciana. "Ma" Barker murió tiroteada cuando el FBI rodeó la cabaña que había alquilado con su hijo Fred en Lake Weir en la región de Ocklawaha en Florida, el 16 de enero de 1935. Fred Barker, que también murió por los disparos, era el verdadero objetivo del FBI.

## Mito y leyenda
El mito de «Ma» Barker inspiró la novela de James Hadley Chase No Orchids for Miss Blandish (1939), que muestra a la madre de unos hijos mafiosos; finalmente la historia terminaría abriéndose paso hasta el cine y la televisión, aunque con grandes dificultades debido a los censores británicos. La película The Grissom Gang (1971), dirigida por Robert Aldrich, se inspiró en dicha novela. 
Existe una película que da cuenta de la verdadera historia de Kate Barker, Public Enemies o The Public Enemy, dirigida por Mark Lester en 1996. La historia también fue adaptada para las películas de bajo presupuesto Ma Barker's Killer Brood (1960), dirigida por Bill Karn y Bloody Mama (1970), dirigida por Roger Corman y con Shelley Winters en el papel de «Ma», que aparece como una madre corrupta que dirige los crímenes de sus hijos. En la película aparece un joven Robert De Niro como Lloyd Barker.
En la serie televisiva Batman, de 1966, la villana Ma Parker  estaba inspirada en el mito de «Ma» Baker. Esta villana apareció en dos episodios, donde también aparecían sus hijos.
La historia también inspiró el nombre del grupo de southern metal, metalcore y christian metal Maylene and the Sons of Disaster. También la canción «Ma Baker» del grupo Boney M. está basada en la historia, así como el personaje de Pa Stark y sus hijos en la película Dick Tracy Returns, e incluso el personaje de Ma Parker en la serie de imagen real de Batman de la década de 1960. Entre otros personajes posteriores inspirados en la «mamá criminal» se encuentran Ma Beagle de la serie y franquicia de Patoaventuras, Ma Dalton de los cómics de Lucky Luke, y Mamá Fratelli en la película Los Goonies (1985). También existe un episodio de Los intocables donde aparece Eliot Ness y sus agentes acribillándola, junto con sus hijos, titulado «Ma Barker y sus hijos», en el cual «Ma» Barker es interpretada por Claire Trevor.